# Nikolaus-Kapelle (Dörflas)
Die evangelische Nikolauskapelle ist die kleinste Kirche des Saale-Orla-Kreises und liegt im kleinen Ort Dörflas (jetzt Ortsteil der Thüringer Stadt Schleiz).

## Lage

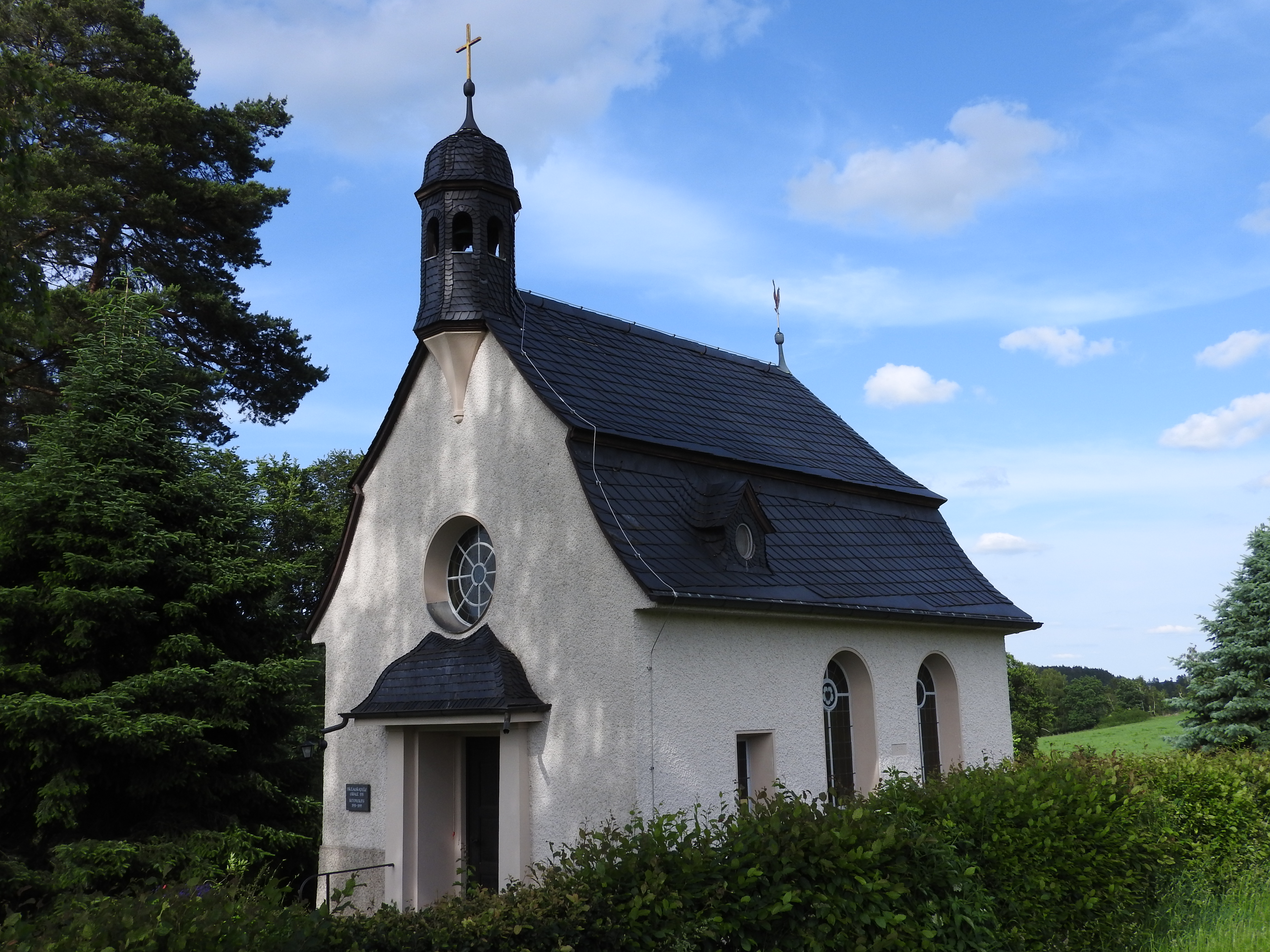
Außenansicht

Begrenzt durch die Saale und die Wisenta liegt auf halber Strecke zwischen Schleiz und Ziegenrück in die Landschaft des Thüringer Vogtlandes eingebettet in dem kleinen Dörfchen Dörflas die ehemalige Gutskapelle. Sie ist mit dem Auto über einen neu ausgebauten Weg von Crispendorf, für den Radwanderer über den Saale-Radwanderweg und zu Fuß auch über den europäischen Fernwanderweg E3 und den Saale-Orla-Wanderweg zu erreichen.

## Geschichte

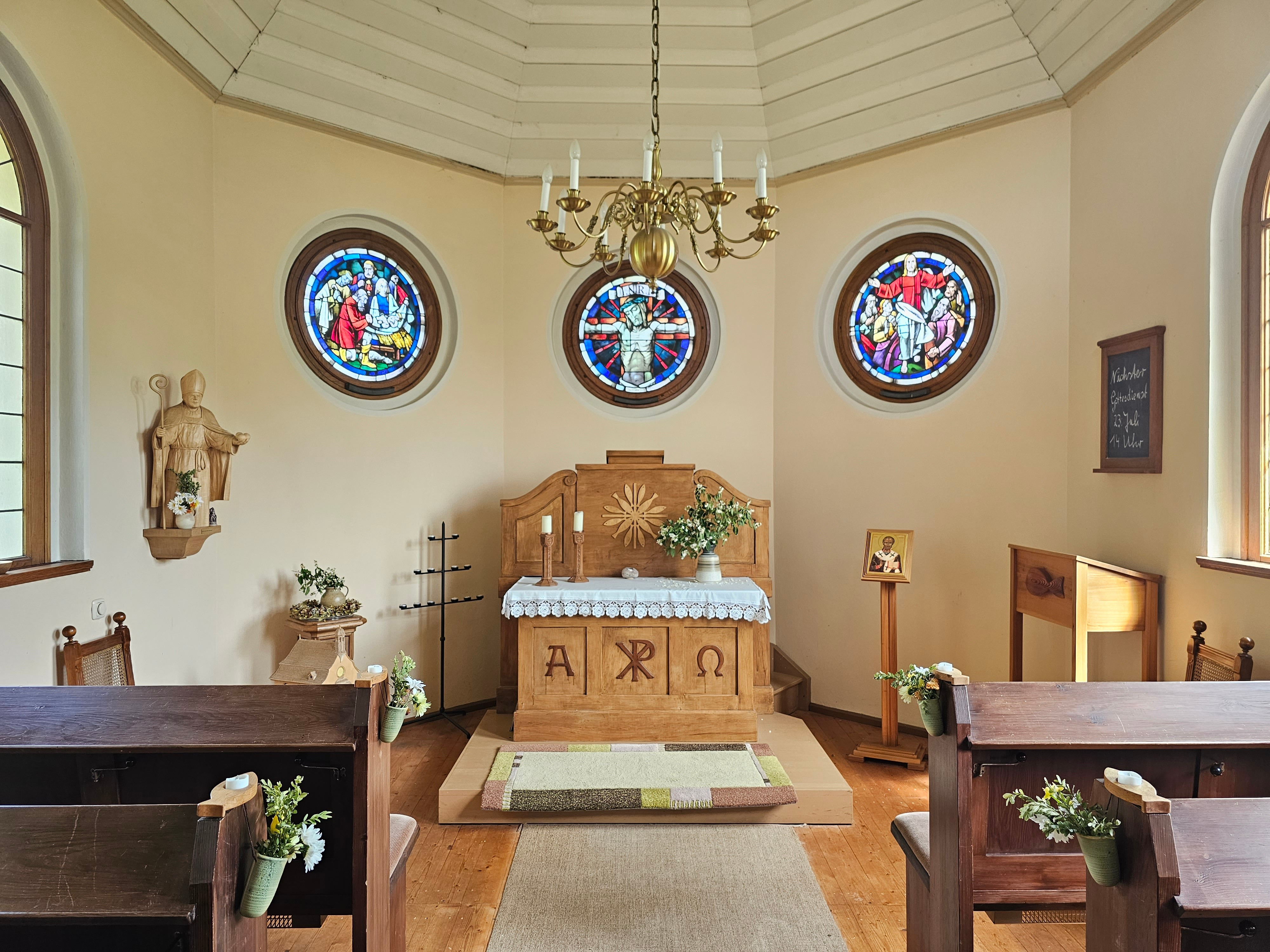
Innenansicht (2023)

1935 wurde die Kirche als private Kapelle der damaligen Gutsbesitzer des Rittergutes Dörflas, Fabrikantenfamilie Karl-Wilhelm Wetzel aus Gera, errichtet. Die Weihe durch Kirchenrat Reuter aus Greiz erfolgte am Reformationstag, 31. Oktober 1935. Als Vorbild diente den Bauherren die Trinitatiskirche in Gera. Der Entwurf stammte von dem Architekten Macht aus Gera und wurde von Baumeister Raabe aus Crispendorf ausgeführt. 1945 ging die Kapelle im Zuge der Bodenreform in das Eigentum der Kirchengemeinde Crispendorf über. Während das Rittergut durch Anhänger der kommunistischen Bewegung 1948 zerstört wurde, blieb die Kapelle erhalten. In den Jahren 1998 bis 1999 restaurierte eine Initiativgruppe die kleine, inzwischen reichlich verfallene Kirche, in mühevoller Eigenarbeit. Am Pfingstmontag 1999 wurde das Gotteshaus auf den Namen des Bischofs Nikolaus neu geweiht. In einem im Dezember 2010 durchgeführten Wettbewerb des Mitteldeutschen Rundfunks (MDR) innerhalb der Aktion „Schwefelhölzchen“ ging die Kapelle als Sieger unter den eingesandten Zuschriften hervor und errang den Titel „Kleinste Kirche Mitteldeutschlands“.
Neben den monatlichen Gottesdiensten werden in der kleinen Kirche nach dem Einbau einer neuen elektronischen Orgel auch geistliche Abendmusiken abgehalten. Auch finden wieder Taufen und andere kirchliche Amtshandlungen statt. Besichtigungen sind möglich.